# Radhia Ihsan
Radhia Ihsan, född 1933, död 2020, var en jemenitisk politiker (socialist) och feminist. 
Hon föddes i Aden. Hon studerade låg- och mellanstadiet i staden Aden och flyttade sedan till Syrien, där hon läste gymnasiet. Därefter studerade hon på universitetet i Bagdad, där hon tog en kandidatexamen i juridik. I Pakistan tog hon en magisterexamen i islamiska vetenskaper från University of the Punjab, och sedan fick också en magisterexamen i konst från samma universitet. Hon återvände sedan till Jemen och arbetade som direktör för Ihsan Allah Hotel, chef för Al-Baath Printing Press, i staden Aden, och lärare i arabiska språk och islamisk lag vid universitetet i Aden. 
Radhia Ihsan var en pionjärfigur i den den jemenitiska kvinnorörelsen, som just vid denna tid uppkom kring Adeni Women´s Club. Klubben hade ursprungligen varit en brittisk sällskapsklubb, men utvecklades till en arabisk och samtidigt feministisk klubb, en utveckling där Ihsan var en ledande kraft. Vid denna tid levde kvinnor i Jemen fortsatt i purdah, isolerade i harem eller i slöjor när de rörde sig utanför haremen. När kvinnor år 1956 förvägrades delta i den egyptiska sångaren Farid al-Atrash i Aden, organiserade Adeni Women's Club under ledning av Radhia Ihsan en demonstration mot slöjan och den könssegregation den representerade. Sex kvinnor gick till fots utan slöja - fyra av dem även utan hijab - följda av trettio obeslöjade kvinnor i bil, genom Aden till tidningarna al-Ayyam och Fatat al-jazira, till vilka de gav uttalanden där de fördömde slöjan, som de kallade för ett hinder för kvinnors sociala och offentliga deltagande i samhället.
Hon deltog också i självständighetsrörelsen mot britterna. Hon ställdes två gånger inför rätta av britterna och fängslades i två månader, under vilka hon hungerstrejkade och släpptes på grund av detta.
När Sydjemen blev en kommuniststat 1967 blev hon medlem i socialistpartiet, där hon innehade en rad poster. Hon var medlem i partiets högsta kommitté, generalsekreterare för kvinnoförbundets Aden-avdelning, administrativ medlem i Diversified Industries Syndicate i Aden, ansvarig i Liberation Front, oberoende medlem av samordningsrådet för Aden Governorate. 